# سیاوش (نمایشنامه)
سیاوش نمایشنامه‌ای است پنج‌پرده‌ای از حسین جاوید بر اساسِ داستان سیاوخش از شاهنامهٔ فردوسی. این نمایشنامه به مناسبتِ هزارهٔ فردوسی در نیمهٔ نخستِ دههٔ ۱۹۳۰ میلادی نگاشته شده است.پس از گذشته قریب به 90سال از نگارش این نمایشنامه،همچنان سیاوش یکی از نمایشنامه های فاخر کشور ایران است.به قول ماریتا شاگینیان سیاوش،هملت مشرق زمین است.

## در نظر دیگران

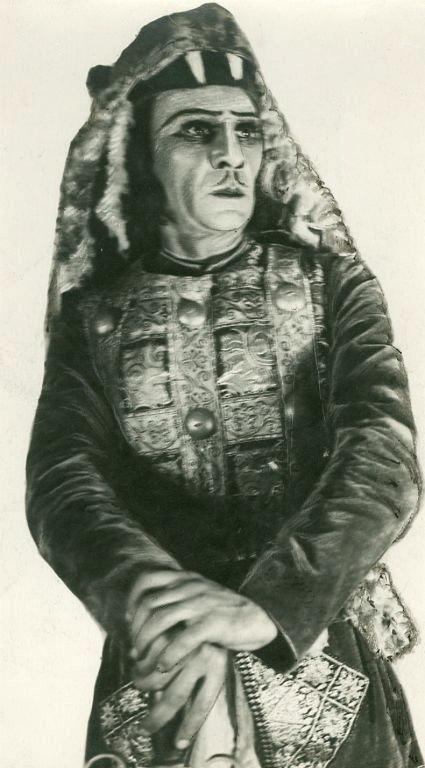
عباس میرزا شریفزاده در نقشِ سیاوش

ماریتا شاگینیان سیاوش را «هملتِ مشرق‌زمین» گفته بود.